# Port lotniczy Nesson
Port lotniczy Nesson (IATA: HLU, ICAO: NWWH) – port lotniczy zlokalizowany w miejscowości Houaïlou (Nowa Kaledonia).